# 中本隆
中本 隆（なかもと たかし 1966年 - ）は、日本の実業家。

## 概要
荒れた家庭に生まれ、親戚をたらい回しにされたこともあった。
水商売をしていたときに暴力団と関わり組員になる。
事件を起こして逮捕、収監され、獄中で組を辞める。
知人の紹介で単発の仕事を行い自営業の資金を貯める。
2017年6月に北九州市でうどん屋を開店させる。
開店当初にNHKの番組で紹介されて客が増える。
警察が警戒して店内に監視カメラを設置する。
売り上げの一部をダルクに寄付している。
廣末登が取材して本を書く。